# Berlin-Witzleben
Witzleben ist eine Ortslage im Berliner Ortsteil Charlottenburg (Bezirk Charlottenburg-Wilmersdorf). Das Gebiet umschließt den Lietzensee und wird begrenzt vom Kaiserdamm im Norden, der Windscheid- bzw. Suarezstraße im Osten, der Stadtbahn im Süden und der Ringbahn im Westen. Im Kiez leben rund 14.000 Menschen.

## Geschichte

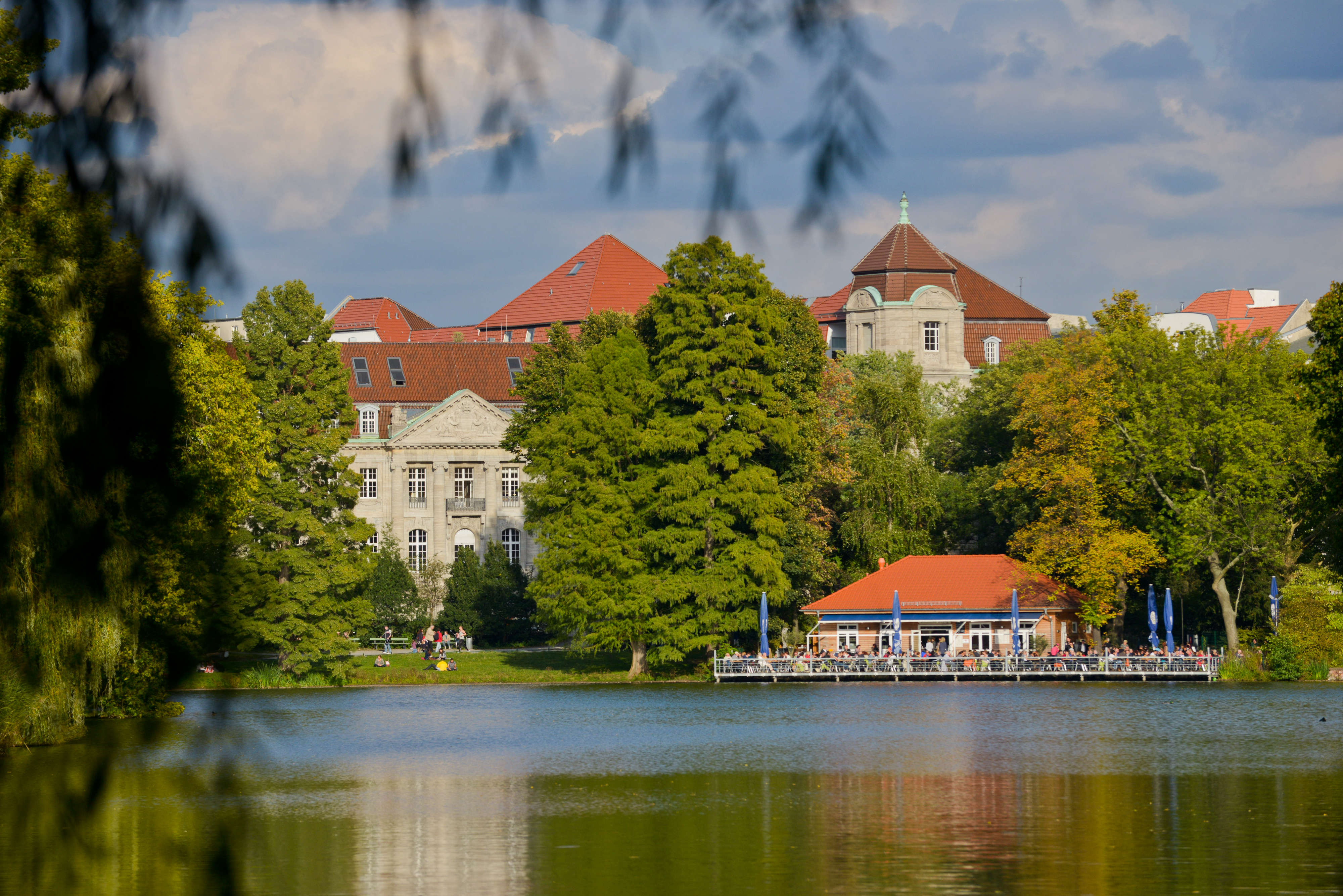
Lietzensee

Um 1820 erwarb der preußische Staats- und Kriegsminister General Job von Witzleben das Gelände rund um den Lietzensee. Auf der Westseite des Sees ließ er einen Park mit Landhaus anlegen. Seit 1840 ist „Park Witzleben“ der offizielle Name. Der Park wechselte nach dem Tod Witzlebens mehrfach den Besitzer. Die Öffentlichkeit hatte stets Zugang zu dem Park.
Im Jahr 1899 begann die Erschließung Witzlebens. Die Terrain-Gesellschaft Park Witzleben erwarb den Park. Sie ließ die Kantstraße nach Westen verlängern. Diese Erschließungsachse, die Neue Kantstraße, führt über einen aufgeschütteten Damm mitten durch den Lietzensee. Dieser gab dem See seine heutige Gestalt einer verbogenen Acht.
In dem Gebiet entstanden bis zum Ersten Weltkrieg vorwiegend Mietwohnhäuser für höhere Ansprüche. Aber auch Geschäfts- und Verwaltungsgebäude sind hier entstanden.
In Witzleben sendete ab 1935 das weltweit erste Fernsehprogramm vom Fernsehsender Paul Nipkow. Das am Lietzensee ansässige Reichsmilitärgericht, seit 1936 Reichskriegsgericht, hatte in der Zeit des Nationalsozialismus eine wichtige Rolle zur Sicherung der NS-Herrschaft inne.

## Gebäude

### Profanbauten

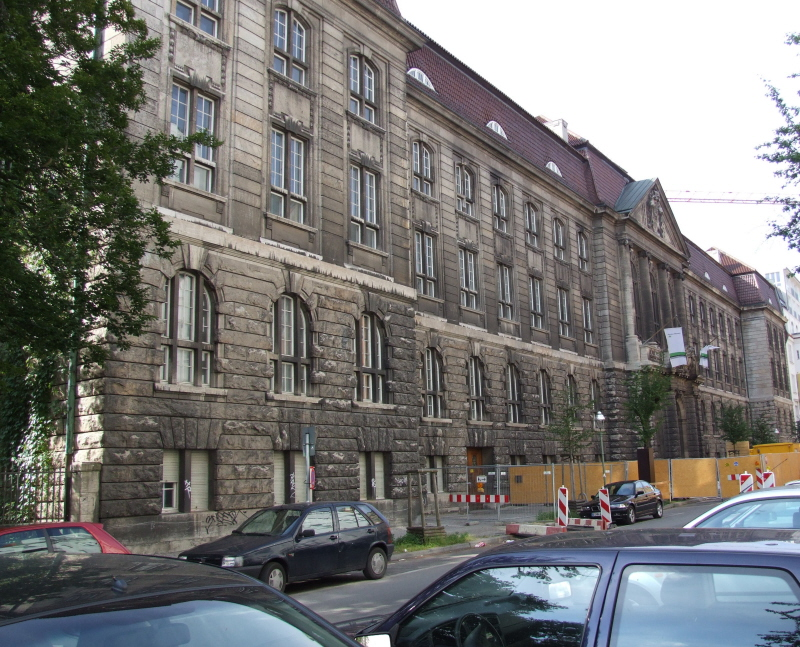
Das Gebäude des Reichsmilitärgerichtes, Fassade mit Haupteingang an der Witzlebenstraße

Der Lietzenseepark als „Grüne Lunge“ für die Ortslage Witzleben wird unter Lietzensee behandelt. Am Witzlebenplatz steht das ehemalige Reichsmilitärgericht. Der imposante neobarocke Gebäudekomplex wurde 1908 bis 1910 nach Plänen von Heinrich Joseph Kayser und Karl von Großheim errichtet. Im Dritten Reich war in dem Gebäude das Reichskriegsgericht tätig, von dem auch ohne formelle Zuständigkeit viele Zivilisten verfolgt wurden. International bekannt wurde es vor allem durch die Rote-Kapelle-Prozesse.
Nach dem Zweiten Weltkrieg war das Kammergericht (quasi das Berliner Oberlandesgericht) hier untergebracht, bis es wieder sein eigenes Gebäude am Kleistpark übernehmen konnte. Nach Jahren des Leerstandes wurde das Gebäude 2007/2008 zu Eigentumswohnungen umgebaut.

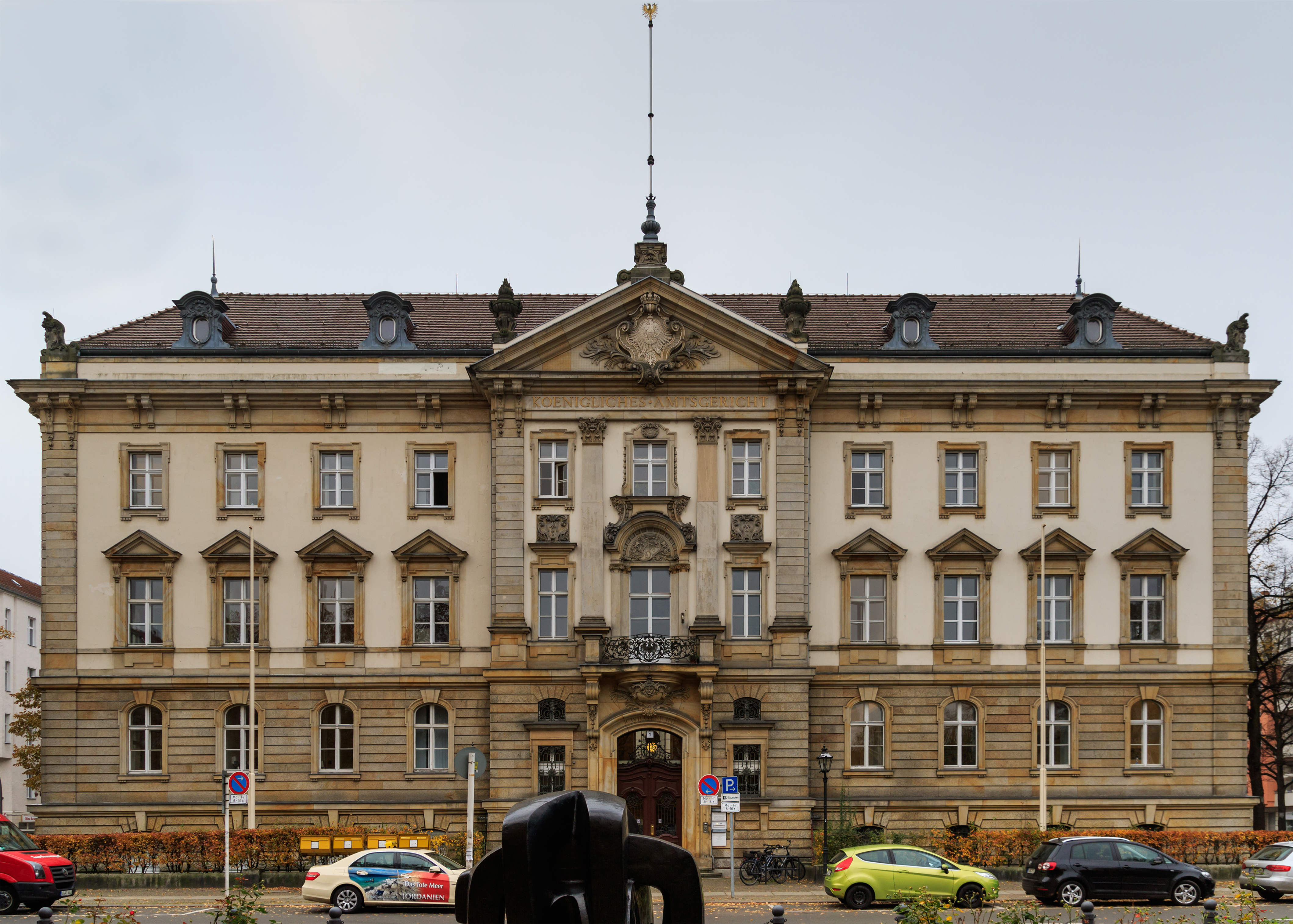
Die Eingangsseite des Amtsgerichts Charlottenburg

Das Gebäude des Amtsgerichts Charlottenburg wurde zwischen 1895 und 1897 gebaut. Es steht zentral auf dem Amtsgerichtsplatz, der als Grünanlage ausgestaltet ist. Der Entwurf im „Märkischen Barock“ stammt von den Architekten Poetsch und Clasen.

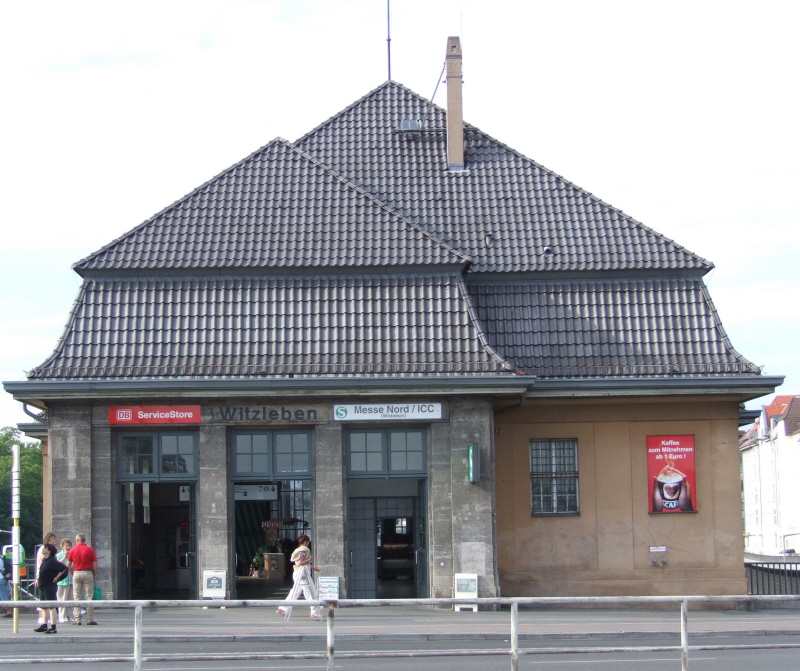
Der südliche Zugang zum S-Bahnhof Messe Nord/ZOB

Am Ende der Neuen Kantstraße befindet sich das denkmalgeschützte Zugangsbauwerk zum S-Bahnhof Messe Nord/ZOB. Dieser Bahnhof wurde von 1913 bis 1916 vom Tiefbauamt Charlottenburg nach Plänen des Architekten August Bredtschneider gebaut. Er trug bis 2002 den Namen Witzleben.
Im Verlauf der Neuen Kantstraße überspannt die Lietzenseebrücke die Verbindung zwischen dem Nord- und Südteil des Lietzensees. Das in Buntsandstein ausgeführte Baudenkmal wurde von der Terrain AG Park Witzleben errichtet.
Zwischen der Herbartstraße und der Dernburgstraße erstreckt sich der Gebäudekomplex der ehemaligen Landespostdirektion. Das funktionale Verwaltungsgebäude mit repräsentativen Portalen wurde 1925 bis 1928 nach dem Entwurf von Willy Hoffmann gebaut. Es wird derzeit von der Deutschen Telekom genutzt.

### Sakralbauten

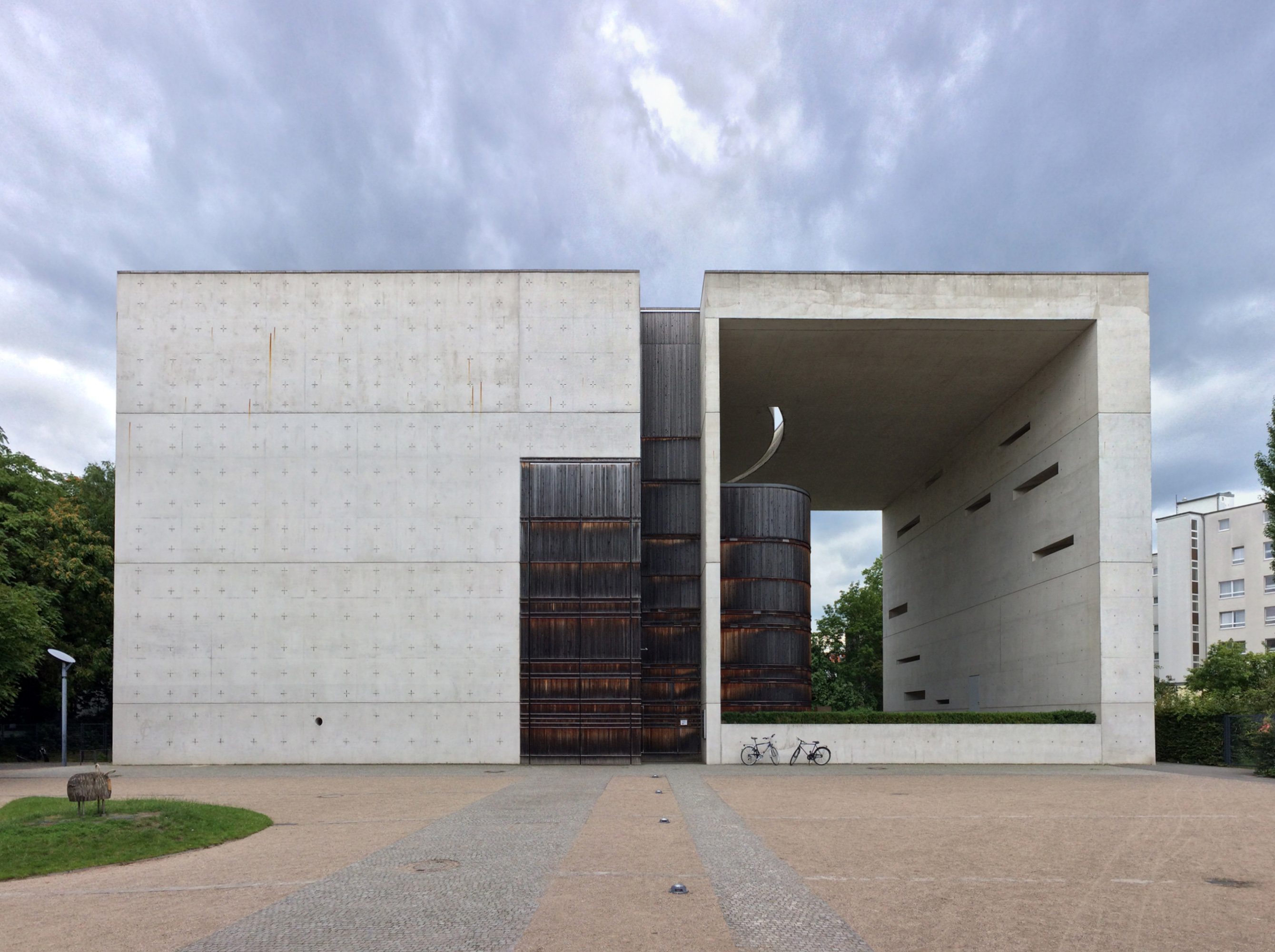
Die katholische Kirche St. Canisius 2017

Der von Reinhold Hofbauer entworfene und zwischen 1954 und 1957 erbaute markante Tonnengewölbe-Bau der katholischen Kirche St. Canisius brannte 1995 völlig aus. Die Architekten Büttner, Neumann & Braun planten einen kubischen Neubau St. Canisius, der am 28. Juni 2002 geweiht wurde. Diese Anlage erhielt 2003 den Berliner Architekturpreis.
In der Nähe von St. Canisius befand sich bis zum Jahr 2003 das Ignatiushaus der Jesuiten. Das 1955/1956 nach Plänen von Johannes Jackel errichtete Haus ist ein typischer Vertreter seiner Zeit und inzwischen zum Baudenkmal erhoben. In ihm befand sich der Sitz der norddeutschen Provinz der Jesuiten und die Christliche Glaubens- und Lebensschule St. Ignatius.
Nach einem Entwurf von Paul Baumgarten entstand von 1957 bis 1959 die evangelische Kirche am Lietzensee. Einfache geometrische Bauformen zeichnen den Bau mit einem fünfeckigen Grundriss aus. Das aus Dreiecken gebildete Faltdach ist teilweise bis zum Boden herabgezogen. Hinter dem Altar öffnet sich eine sandgestrahlte Glasfront, die den Blick auf die Parkanlage freigibt. Der Neubau ersetzte die im Zweiten Weltkrieg zerstörte erste Kirche der Evangelischen Kirchengemeinde, eine 1919/1920 errichtete Holzkirche. Bevor der Bauplatz für die Kirche am westlichen Ufer des südlichen Lietzensees (Herbartstraße 4–6) gefunden war, nutzte die am 1. April 1913 aus der Epiphanien-Kirchengemeinde hervorgegangene Gemeinde die Aula der 21./22. Gemeindeschule in der Witzlebenstraße 34, der heutigen Lietzensee-Grundschule.

### Denkmäler

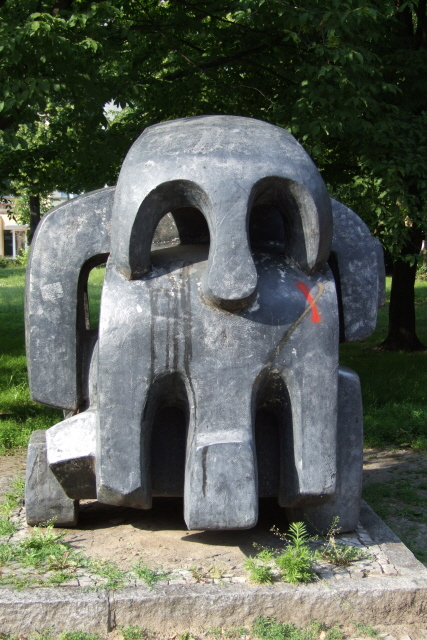
Mahnmal Treblinka

Seit 1979 steht im Park gegenüber dem Hauptportal des Amtsgerichts die Bronzeskulptur Treblinka. Sie zeigt abstrahierte menschliche Körper, die aufeinander getürmt sind. Sie ist ein Mahnmal für die 900.000 Menschen, die im Vernichtungslager Treblinka ermordet wurden. Die Skulptur wurde 1966 von dem russischen Bildhauer Vadim Sidur geschaffen.

## Verkehr

### Individualverkehr
Die Neue Kantstraße erschließt Witzleben und verbindet es ostwärts mit der City-West. Im Norden begrenzt der breite Kaiserdamm – als Teil der Ende der 1930er Jahre begonnenen Ost-West-Achse im Rahmen des nationalsozialistischen Umbauprogramms für Berlin zur „Welthauptstadt Germania“ – das Wohngebiet und bietet schnelle Verbindungen in die Berliner Innenstadt und nach Westen über die AVUS und die Heerstraße.
Am Westrand, parallel zur Trasse der Ringbahn, findet sich in Tieflage die Berliner Stadtautobahn. Die Anschlussstellen im Bereich des Messegeländes bieten eine gute Anbindung.

### Bahnen
Die Ringbahn begrenzt den Kiez im Westen. Der S-Bahnhof Messe Nord/ZOB (bis 2002 Bahnhof Witzleben, 2002 bis 2025 Bahnhof Messe  Nord/ICC) bietet Anschluss an verschiedene Linien der Berliner S-Bahn.
Am Südrand liegt die Trasse der Stadtbahn. Hier bietet der Kreuzungsbahnhof Westkreuz Anschluss an die S-Bahn-Linien auf dem Ring und der Stadtbahn. Dieser Bahnhof ist von Witzleben aus nur mit der Ringbahn gut erreichbar. Dafür bietet der nahegelegene Bahnhof Charlottenburg zusätzlich zur S-Bahn auch noch einige Regionalverkehrsverbindungen (Regionalexpress RE1 und RE7, Regionalbahnen RB10, RB14 und RB21) und den Zugang zur U-Bahn-Linie U7 am U-Bahnhof Wilmersdorfer Straße.
Im Norden verläuft unter dem Kaiserdamm die U-Bahn-Linie U2. In Witzleben bieten die Stationen Kaiserdamm und Sophie-Charlotte-Platz den Zugang zu dieser Verbindung in Richtung City West und der Berliner Stadtmitte. Am U-Bahnhof Kaiserdamm besteht zudem ein Übergang zum Bahnhof Messe Nord/ICC.

### Busse
Einige Buslinien bieten Ost-West und Nord-Süd-Verbindungen. Unmittelbar an Witzleben grenzt der Zentrale Omnibusbahnhof (ZOB). Von dort bestehen viele Linienbus-Verbindungen zu deutschen und europäischen Städten.